# Siokunichthys
Siokunichthys är ett släkte av fiskar. Siokunichthys ingår i familjen kantnålsfiskar.
Kladogram enligt Catalogue of Life:
| Siokunichthys | \| \| Siokunichthys bentuviai \| \| \| \| \| \| Siokunichthys breviceps \| \| \| \| \| \| Siokunichthys herrei \| \| \| \| \| \| Siokunichthys nigrolineatus \| \| \| \| \| \| Siokunichthys southwelli \| \| \| \| \| \| Siokunichthys striatus \| \| \| \| |
|               | \| \| Siokunichthys bentuviai \| \| \| \| \| \| Siokunichthys breviceps \| \| \| \| \| \| Siokunichthys herrei \| \| \| \| \| \| Siokunichthys nigrolineatus \| \| \| \| \| \| Siokunichthys southwelli \| \| \| \| \| \| Siokunichthys striatus \| \| \| \| |
|               | Siokunichthys bentuviai |
|               | |
|               | Siokunichthys breviceps |
|               | |
|               | Siokunichthys herrei |
|               | |
|               | Siokunichthys nigrolineatus |
|               | |
|               | Siokunichthys southwelli |
|               | |
|               | Siokunichthys striatus |
|               | |